# Шматко, Сергей Иванович
Сергей Иванович Шматко (26 сентября 1966, Ставрополь — 7 ноября 2021, Москва) — российский государственный деятель. Министр энергетики Российской Федерации (2008—2012).

## Биография
Родился 26 сентября 1966 года в Ставрополе в семье военного лётчика Ивана Дмитриевича Шматко и поэтессы Валентины Ивановны Слядневой. Учился в Уральском университете (Свердловск) на математико-механическом факультете с 1983 года, в период 1985—1988 служил в соединении атомных подводных лодок на Северном флоте (в те годы студентам большинства вузов отсрочка не предоставлялась). Вернувшись в вуз после демобилизации перешёл на факультет политэкономии, с 1990 года продолжил учёбу на факультете экономики университета Марбурга (ФРГ), который окончил в 1992 году.
В 1992—1994 годы — аудитор в BDO Binder (Франкфурт-на-Майне). В 1994—1995 годы — директор RFI GmbH — общества по консультированию по инвестициям в Россию, официального представителя РФФИ в Евросоюзе.
С июня 1995 года по декабрь 1997 года — научный сотрудник Института проблем инвестирования, руководитель управления внешних связей Всероссийского банка развития регионов. В 1997—1999 годы — руководитель аналитического центра экономической стратегии Росэнергоатома. С 1999 по 2001 год был советником гендиректора ВНИИАЭС по экономической стратегии.
В 2002 году назначен председателем Государственного фонда конверсии. В 2004 году окончил высшие академические курсы Военной академии Генерального штаба по специальности «Оборона и обеспечение безопасности Российской Федерации». В феврале — июне 2005 года был советником председателя правления Газпромбанка, одновременно занимая пост вице-президента «Атомстройэкспорта»; в июне 2005 года избран президентом «Атомстройэкспорта».
12 мая 2008 года назначен министром энергетики России. Параллельно с министерским постом возглавлял Электроэнергетический совет СНГ, был председателем совета директоров «Транснефти» (2008—2011). Освобождён с должности министра 21 мая 2012 года, преемник — Александр Новак.
В период с 28 июня 2013 года по 6 июля 2015 года — председатель совета директоров «Россетей». 1 июня 2013 года назначен на должность специального представителя Президента России по вопросам международного сотрудничества в области электроэнергетики.
Был председателем Советов директоров АО «Артпол-Инжиниринг», АО «Атоммашэкспорт» и ООО «ОДК-турбины большой мощности», а также являлся членом Общественного совета Министерства энергетики Российской Федерации.

## Смерть
Скончался 7 ноября 2021 года в 52-й больнице города Москвы. Причиной смерти стали осложнения, вызванные коронавирусом.
Похоронили политика 10 ноября 2021 года на Троекуровском кладбище Москвы.

## Личная жизнь
Был женат, в браке родились двое детей — Артём и Полина.

## Награды
- Орден Дружбы (2008)[11]
- Орден Почёта (2009)
- Орден «За заслуги перед Отечеством» IV степени (2012)
- Орден «За заслуги перед Отечеством» III степени (2021)[12]